# Rio Jacupiranga
Rio Jacupiranga är ett vattendrag i Brasilien.   Det ligger i delstaten São Paulo, i den södra delen av landet, 1 000 km söder om huvudstaden Brasília.
I omgivningarna runt Rio Jacupiranga växer i huvudsak städsegrön lövskog. Runt Rio Jacupiranga är det glesbefolkat, med 14 invånare per kvadratkilometer.